# Pere Tintorer i Sagarra

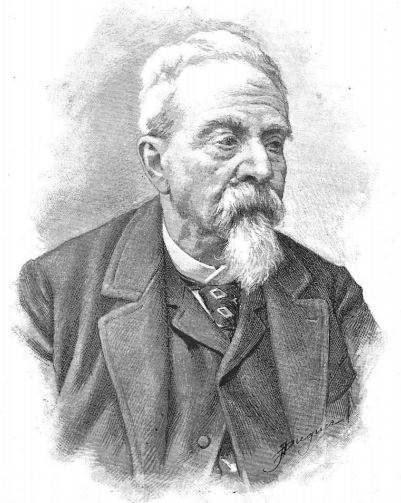
Zeichnung von Pere Tintorer (1891)

Pere Tintorer i Sagarra (* 1814 in Palma de Mallorca; † 11. März 1891 in Barcelona) war ein katalanischer Pianist, Komponist und Musikpädagoge. Tintorer gilt zusammen mit seinem Schüler Joan Baptista Pujol i Riu als Begründer der Katalanischen Pianistenschule, aus der Tonkünstler wie Enric Granados und Alicia de Larrocha hervorgegangen sind.

## Werdegang
Tintorer war Sohn katalanischer Eltern, die wegen der napoleonischen Invasion aus Katalonien nach Mallorca ausgewandert waren. 1821, im Alter von sieben Jahren, kehrte er mit seiner Familie nach Barcelona zurück. 1822 ging er zu Musik- und Klavierstudien zu Ramon Vilanova in Barcelona und trat dem Chor der Kathedrale von Barcelona bei. Zwischen 1820 und 1823 war er Mitglied der von dem Komponisten Marià Obiols geleiteten Musikgruppe Peret de la flauta. 1823 trat er in das Konservatorium von Barcelona ein und studierte Komposition und Klavier.
Ab 1830 absolvierte Tintorer Aufbaustudien am Konservatorium Madrid im Fach Klavier bei Pedro Albéniz und in Komposition bei Ramón Carnicer. 1834 führte er seine Studien bei Pierre Joseph Guillaume Zimmerman in Paris fort. Zwei Jahre später ließ sich Tintorer für 14 Jahre in Lyon nieder, wo er als Professor an der städtischen Musikschule und als Musikprofessor an der Universität tätig war. In dieser Zeitspanne erhielt er selbst Klavierunterricht bei Franz Liszt. 1849 kehrte er nach Barcelona zurück. Er gründete die erste private Klavierschule in der Stadt.  Ab 1883 wurde er Direktor der Klavierabteilung des Conservatori del Liceu. Unter seinen Schülern befanden sich Enrique Campano, Claudi Martínez-Imbert, Maria Luisa Guerra, Ernest Marraco, Joan Baptista Pujol, Baudili Sabater und Agustí Salvans.
Tintorer komponierte ungefähr hundert Werke, darunter zwei Sinfonien, religiöse Musik, Kammermusik und zahlreiche Klavierstücke, darunter einen kompletten Klavierkurs.
1853 verlieh ihm die französische Kaiserin Eugénie de Montijo die Silbermedaille für die Komposition seiner Messe zu Christi-Himmelfahrt. Aus den Händen von Isabella II. von Spanien erhielt er für die Komposition seines Stabat maters den Orden de Isabel la Católica.  Tintorer wurde auch zum Ritter der Ehrenlegion ernannt.
Tintorer ist auf dem Friedhof Poblenou in Barcelona beerdigt (Dep. I, illa 1, interior nínxol 778).